# Bavaria 0.0% Gold
Bavaria 0.0% Gold was een Nederlands alcoholvrij pils.
Het bier werd gebrouwen bij Bavaria in Lieshout en was sinds 1 oktober 2012 verkrijgbaar. Begin 2015 werd de productie van Bavaria 0.0% Gold stopgezet.

## Brouwmethode
Bavaria 0.0% Gold werd gebrouwen volgens een geheel nieuwe methode binnen de alcoholvrije bieren: er vond wel een vergisting plaats echter de gistcellen maken geen alcohol aan. Door het gistcontact kon het alcoholvrije bier als echt bier worden beschouwd omdat het valt onder de bierverordening. Aan de brouwmethode is ten minste tien jaar gewerkt. Het bier kwam met hoparoma´s en lichtbittere smaak erg dicht bij een bier met alcohol.